# Warner Madrigal
Warner Antonio Madrigal (nacido el 21 de marzo de 1984 en San Pedro de Macorís) es un lanzador dominicano de Grandes Ligas que se encuentra en la organización de los Yankees de Nueva York.

## Carrera
Madrigal fue firmado fuera de República Dominicana por los Angelinos de Anaheim en 2001. Después de pasar tres años como jardinero de los Cedar Rapids Kernels, equipo de nivel A afiliados de los Angelinos, Madrigal se convirtió en lanzador en el 2006.
Al final de la temporada 2007, los Angelinos decidieron proteger a Madrigal del Draft de Regla 5 poniéndolo en su roster de 40 jugadores el 6 de noviembre. Sin embargo, debido a que Madrigal había pasado seis años en las ligas menores con un equipo, se convirtió en agente libre al final de la Serie Mundial 2007 el 29 de octubre. Los Rangers de Texas lo firmaron posteriormente el 18 de noviembre de 2007.
Madrigal hizo su debut con los Rangers el 2 de julio de 2008, lanzando en el séptimo inning contra los Yanquis de Nueva York en el Yankee Stadium. Por desgracia, Madrigal sólo duró un tercio de entrada, donde permitió seis carreras y el primer hit en la carrera de Brett Gardner.
Antes de la temporada 2011, los Yankees firmaron a Madrigal con un contrato de ligas menores con una invitación a los entrenamientos de primavera.